# Kyrkawica
Der Kyrkawica (poln.; tschech. Krkavice) ist ein Berg in Polen und Tschechien. Auf seinem Gipfel verläuft die Grenze zwischen der polnischen Stadt Wisła und den tschechischen Gemeinden Návsí und Písek u Jablunkova. Mit einer Höhe von 973 m ist er einer der höheren Berge des Czantoria-Kamms der Schlesischen Beskiden. Der Berg ist ein beliebtes Touristenziel mit vielen Ausblicken auf die benachbarten Gebirge und das Tiefland.

## Tourismus
Auf den Gipfel führen mehrere markierte Wanderwege von polnischer und tschechischer Seite. Über den Kamm verläuft auch der Beskiden-Hauptwanderweg von Ustroń nach Wołosate in den Bieszczady.